# Figuerola del Camp
Figuerola del Camp és un municipi de la comarca de l'Alt Camp.
El municipi s'estén al vessant sud de la Serra de Miramar.

## Geografia
- Llista de topònims de Figuerola del Camp (Orografia: muntanyes, serres, collades, indrets..; hidrografia: rius, fonts...; edificis: cases, masies, esglésies, etc).

El seu terme municipal és limítrof amb els municipis de Cabra del Camp al nord-est, el Pla de Santa Maria a l'est, Valls al sud, Montblanc a l'oest i Barberà de la Conca al nord-oest.
El poble es troba a 474 metres d'altitud, al peu del Tossal Gros, formant un agrupament poblat a l'entorn de l'església parroquial de Sant Jaume de Figuerola, construïda a finals del segle xviii sobre una església anterior.
Dintre del municipi es troba l'agregat de Miramar, situat a més de 600 metres d'altitud al vessant sud-oriental de la serra. No té població permanent.

## Demografia
| 1497 f | 1515 f | 1553 f | 1717 | 1787 | 1857 | 1877 | 1887 | 1900 | 1910 |
| ------ | ------ | ------ | ---- | ---- | ---- | ---- | ---- | ---- | ---- |
| 6      | -      | 17     | 241  | 622  | 831  | 773  | 855  | 758  | 731  |

| 1920 | 1930 | 1940 | 1950 | 1960 | 1970 | 1981 | 1990 | 1992 | 1994 |
| ---- | ---- | ---- | ---- | ---- | ---- | ---- | ---- | ---- | ---- |
| 623  | 570  | 504  | 403  | 349  | 294  | 203  | 232  | 213  | 213  |

| 1996 | 1998 | 2000 | 2002 | 2004 | 2006 | 2008 | 2010 | 2012 | 2014 |
| ---- | ---- | ---- | ---- | ---- | ---- | ---- | ---- | ---- | ---- |
| 226  | 263  | 280  | 301  | 301  | 336  | 330  | 346  | 348  | 345  |

| 2016 | 2018 | 2020 | 2022 | 2024 | 2026 | 2028 | 2030 | 2032 | 2034 |
| ---- | ---- | ---- | ---- | ---- | ---- | ---- | ---- | ---- | ---- |
| 341  | 315  | 329  | 332  | 345  | -    | -    | -    | -    | -    |

## Història
El terme ha estat poblat des de l'antiguitat, com testimonien les troballes fetes al jaciment neolític de la Cova del Gat.
La descoberta d'una moneda íbero-romana del segle ii aC fa pensar en l'existència d'un poblat ibèric a l'entorn o una vil·la romana.
El terme de Figuerola apareix esmentat per primer cop el 980. La primera carta de població de la vil·la és del 1198, però anteriorment ja havien estat documentats el castell i l'església.
Durant els segles xii i xiii Figuerola i Miramar formaven part del terme del castell de Prenafeta. El 1297, Berenguer de Puigverd fa donació al monestir de Poblet dels castells, pobles i terres dels termes de Prenafeta, Miramar, Montornès i Figuerola, que romangueren propietats del monestir fins a l'exclaustració de 1835.
Va formar part de la Vegueria de Montblanc fins al 1716. Després va passar a formar part del Corregiment de Tarragona des del 1716 fins al 1833.

## Economia
El caràcter muntanyós que li dona la serra de Miramar fa que més d'un terç de les seves terres siguin incultivables. A peu de serra, el cultiu predominant és l'avellana des de temps remots, i principalment en els anys posteriors a la fil·loxera. En segon terme destaquen els cultius de cereals i vinya. El regadiu tan sols representa a l'entorn de l'1% de les terres cultivades.
En la ramaderia té certa importància la porcina.
La indústria té poc pes al terme.
El 1983 el terme municipal de Figuerola del Camp comptava amb unes 25 explotacions agràries d'entre 0 i 5 hectàrees, unes 75 d'entre 5 i 50 hectàrees, 3 d'entre 50 i 200 hectàrees i 1 explotació d'entre 200 i 1.000 hectàrees.

## Llocs d'interès
L'església parroquial de Sant Jaume (1781-89) és barroca i fou bastida damunt de l'anterior església romànica del segle xii, de la qual conserva importants fragments de murs.
El 1918 es construí el Sindicat Agrícola de Sant Isidre (clausurat el 1939) i el 1931 el Sindicat Agrícola de Sant Jaume.
Altres edificis de la vila són Can Mercader (casal del segle xviii), Cal Balanyà i Cal Maleter. A l'agregat de Miramar hi ha l'església de Sant Mateu, de petites dimensions i de tradició romànica.
La Torre de la Mixarda és de possible origen sarraí i fortificada el segle xv. Està declarada Bé Cultural d'Interès Nacional.
Del castell de Figuerola, documentat l'any 1271, no es conserva cap resta, a excepció d'un carrer anomenat del castell.
A la cova del Gat hi ha diverses sales, alguna amb estalactites. En l'època neolítica fou una cova sepulcral col·lectiva.

## Festivitats
El poble celebra la seva festa major el cap de setmana més proper al 25 de juliol, festivitat de Sant Jaume.
El cap de setmana més proper al 18 de desembre se celebra la festa major de la Mare de Déu de l'Esperança i el dissabte més proper a l'11 de maig la festa de Sant Antim (patró dels joves).